# Roll with It
"Roll with It" é uma canção da banda de rock britânica Oasis. É a segunda faixa como também o segundo single do álbum de estúdio (What's the Story) Morning Glory?, sendo lançado como single em 14 de agosto de 1995.
"Roll with It" recebeu uma grande atenção da gravadora Food Records, justamente a mesma da banda britpop rival Blur, mudando a data de lançamento da canção "Country House" (do álbum The Great Escape, de Blur), criando um conflito entre as duas bandas britânicas, provocando o que veio ser chamado de "batalha do britpop".
Atingiu a segunda posição no UK Singles Chart, permanecendo durante dezoito semanas.

## Faixas
| N.º | Título                | Duração |  |
| 1.  | "Roll with It"        | 3:58    |  |
| 2.  | "It's Better People"  | 3:59    |  |
| 3.  | "Rockin' Chair"       | 4:43    |  |
| 4.  | "Live Forever" (Live) | 4:40    |  |

## Paradas e posições
| País/Parada (1995–96)               | Melhor posição |
| ----------------------------------- | -------------- |
| Austrália (ARIA)                    | 48             |
| Canadá (RPM Rock/Alternative)       | 17             |
| Europa (Eurochart Hot 100)          | 6              |
| Finlândia (Suomen virallinen lista) | 5              |
| Islândia (Íslenski Listinn Topp 40) | 3              |
| Irlanda (IRMA)                      | 2              |
| Noruega (VG-lista)                  | 18             |
| Nova Zelândia (Recorded Music NZ)   | 17             |
| Escócia (Scottish Singles Chart)    | 1              |
| Suécia (Sverigetopplistan)          | 3              |
| Reino Unido (UK Singles Chart)      | 2              |